# 2000年夏季奥林匹克运动会也门代表团
也门派代表团参加了9月15日至10月1日在澳大利亚悉尼举行的2000年夏季奥林匹克运动会。此次参赛是也门第三次以统一国家的身份参加夏季奥林匹克运动会。也门代表团派出了两名田径运动员：贝希尔·赫瓦尼和哈娜·阿里·萨利赫，二人在各自参赛项目的首轮比赛中均未晋级。

## 背景
1981年1月1日，也门奥委会得到国际奥委会的承认。20世纪80年代，北也门和南也门都曾在奥运会上亮相。1990年也门统一后，该国参加了1992年夏季奥运会后的每届奥运会。本届奥运会是也门统一后第三次参加奥运会，而也门还未曾参加过冬奥会。2000年夏季奥运会于2000年9月15日至10月1日举行；共有10651名运动员代表199支国家奥委会参赛。也门派出了两名田径选手贝希尔·赫瓦尼和哈娜·阿里·萨利赫参加悉尼奥运会，赫瓦尼担任开幕式旗手。

## 田径
贝希尔·赫瓦尼在参加悉尼奥运会时年仅18岁，这也是他唯一一次参加奥运会。9月22日，他参加了男子400米首轮比赛，并分在第八组。他以49.72秒的成绩完赛，在同组选手中排名最后一位被淘汰。赫瓦尼的成绩比冠军得主美国选手迈克尔·约翰逊的决赛成绩43.84秒慢了6.32秒。
哈娜·阿里·萨利赫在参加奥运会时32岁，这同样也是她唯一一次参加奥运会。她是首位代表也门参加奥运会的女性选手。9月27日，她参加了女子200米首轮比赛，并分在第二组。结果她以30.36秒的成绩完赛，同样排名小组最后一位被淘汰。萨利赫的成绩比同组第七名慢了6秒多，比金牌得主巴哈马选手保利娜·戴维斯-汤普森的决赛成绩22.27秒则慢了8.09秒。
| 选手             | 比赛项目  | 预赛  | 预赛 | 四分之一决赛 | 四分之一决赛 | 半决赛 | 半决赛 | 决赛   | 决赛   |
| 选手             | 比赛项目  | 时间  | 排名 | 时间         | 排名         | 时间   | 排名   | 时间   | 排名   |
| ---------------- | --------- | ----- | ---- | ------------ | ------------ | ------ | ------ | ------ | ------ |
| 贝希尔·赫瓦尼    | 男子400米 | 49.72 | 8    | 未晋级       | 未晋级       | 未晋级 | 未晋级 | 未晋级 | 未晋级 |
| 哈娜·阿里·萨利赫 | 女子200米 | 30.36 | 8    | 未晋级       | 未晋级       | 未晋级 | 未晋级 | 未晋级 | 未晋级 |

- 注－径赛排名仅为运动员所处小组成绩